# Nikola Zaric
Pour les articles homonymes, voir Zaric.
Nikola Zaric, ou Zaric, né le 18 août 1961 à Martigny et mort le 22 août 2017, est un sculpteur suisse.

## Biographie
Serbe par son père médecin et suisse par sa mère, Zaric est né en Suisse, puis a passé son enfance aux Pays-Bas. Après un diplôme d’ingénieur forestier à l'École polytechnique fédérale de Zurich (EPFZ) en 1985, il entreprend une formation en Expression tridimensionnelle et Expression graphique à l'École supérieure d'arts visuels de Genève (ESAV). Il est diplômé en 1991, suivi d'un post-grade en 1993. Spécialiste et vulgarisateur de la forêt, Zaric est avant tout sculpteur. Son matériau principal est le béton. Ses sculptures sont souvent installées en groupe et mêlent animaux et attitudes humaines.

## Procédé et démarche artistique
La démarche créatrice de Zaric est constituée de trois étapes principales. Tout d'abord, les pièces de la sculpture sont modelées en glaise, généralement provenant de la glaisière de Pantin qui a approvisionné de nombreux artistes tels Rodin et Brancusi. Les sculptures d'une certaine taille sont constituées de 20 à 30 morceaux différents et sont ensuite assemblés lors du moulage par plâtre. Grâce à ce procédé, le moule est "marqué"; autant par les traces des outils employés lors de leurs créations que par les raccords des pièces. Pour Zaric, ces "scarifications" sont primordiales ; il y voit une allégorie à notre statut d'humain ; formé d'assemblages, de rajouts et de marques. Le moule, enduit de pigments, accueille enfin le béton. La matière revêt alors une forme de symbolisme ; de la glaise, élément premier par excellence, à la chrysalide du plâtre pour finir à l'immuable de la pierre.
Zaric apprécie la frontière floue séparant l'homme de l'animal ; il désire créer une relation entre un no man's land et un animal's land, entre zoomorphisme et anthropomorphisme, tout en s'efforçant d'allier ses connaissances scientifiques à une approche poétique et artistique.

«Les dieux du stade», Parc Hentsch, Genève, 2015.
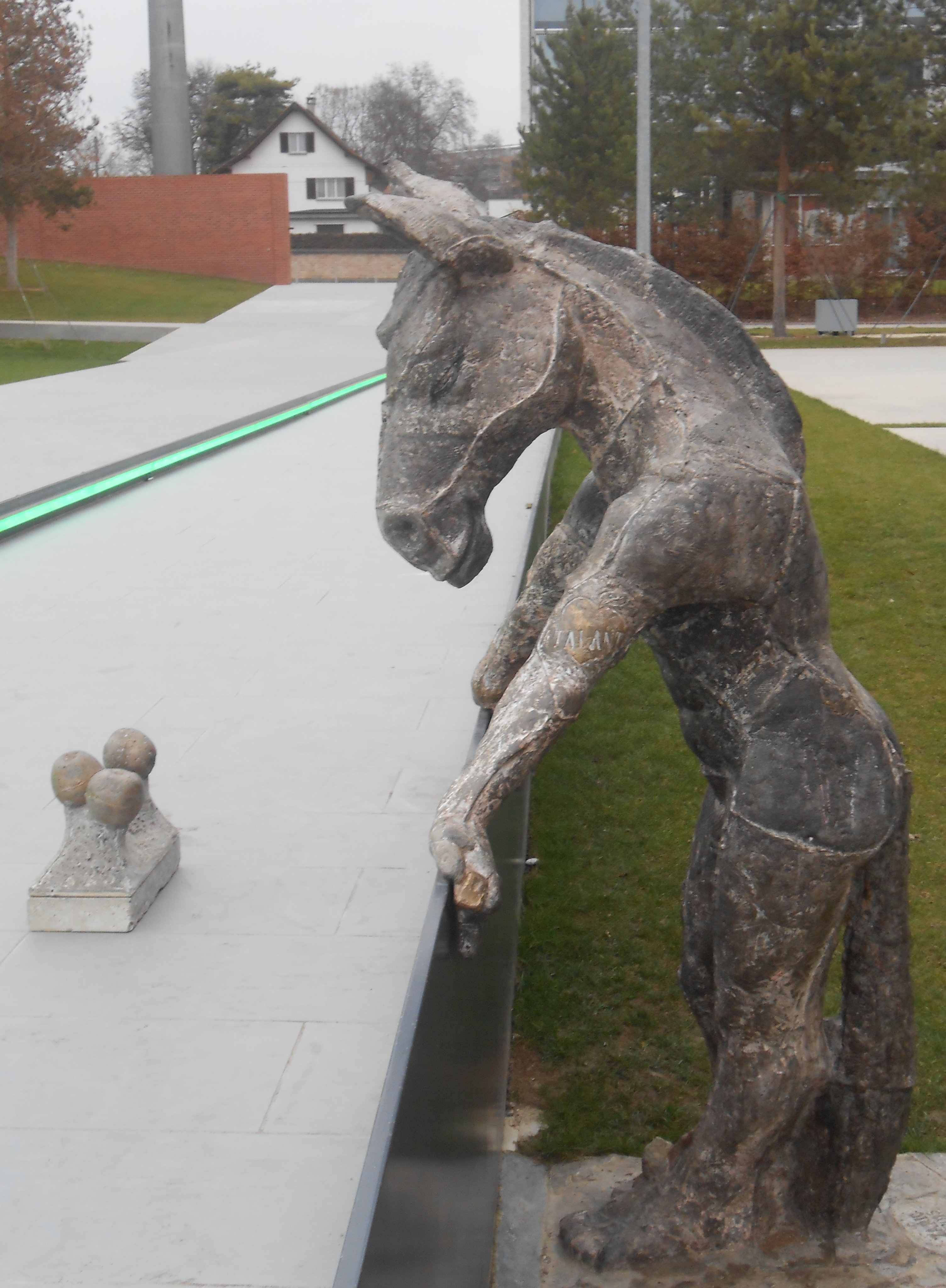
L'arbitre
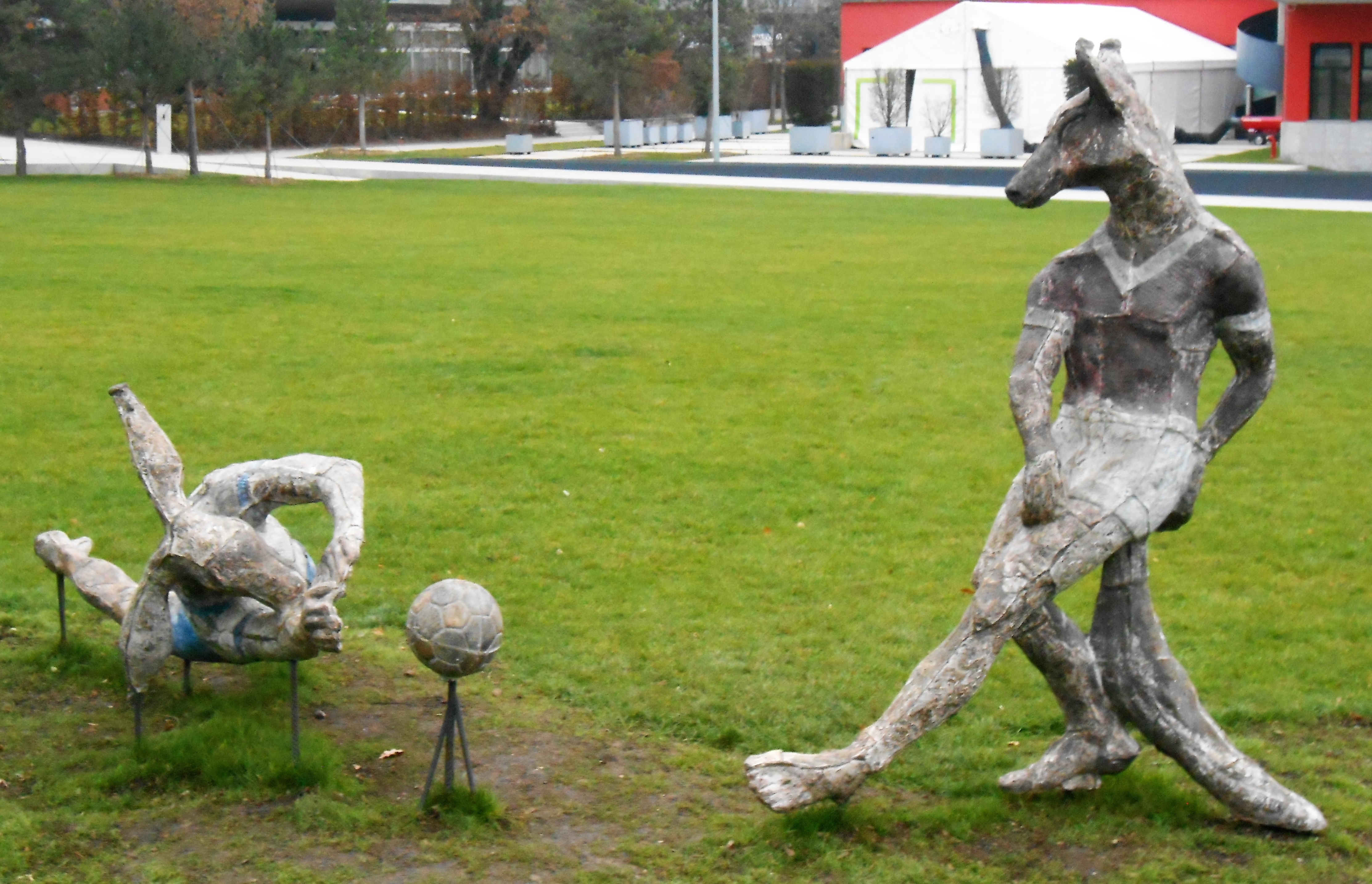
Anubis et Nanabozho
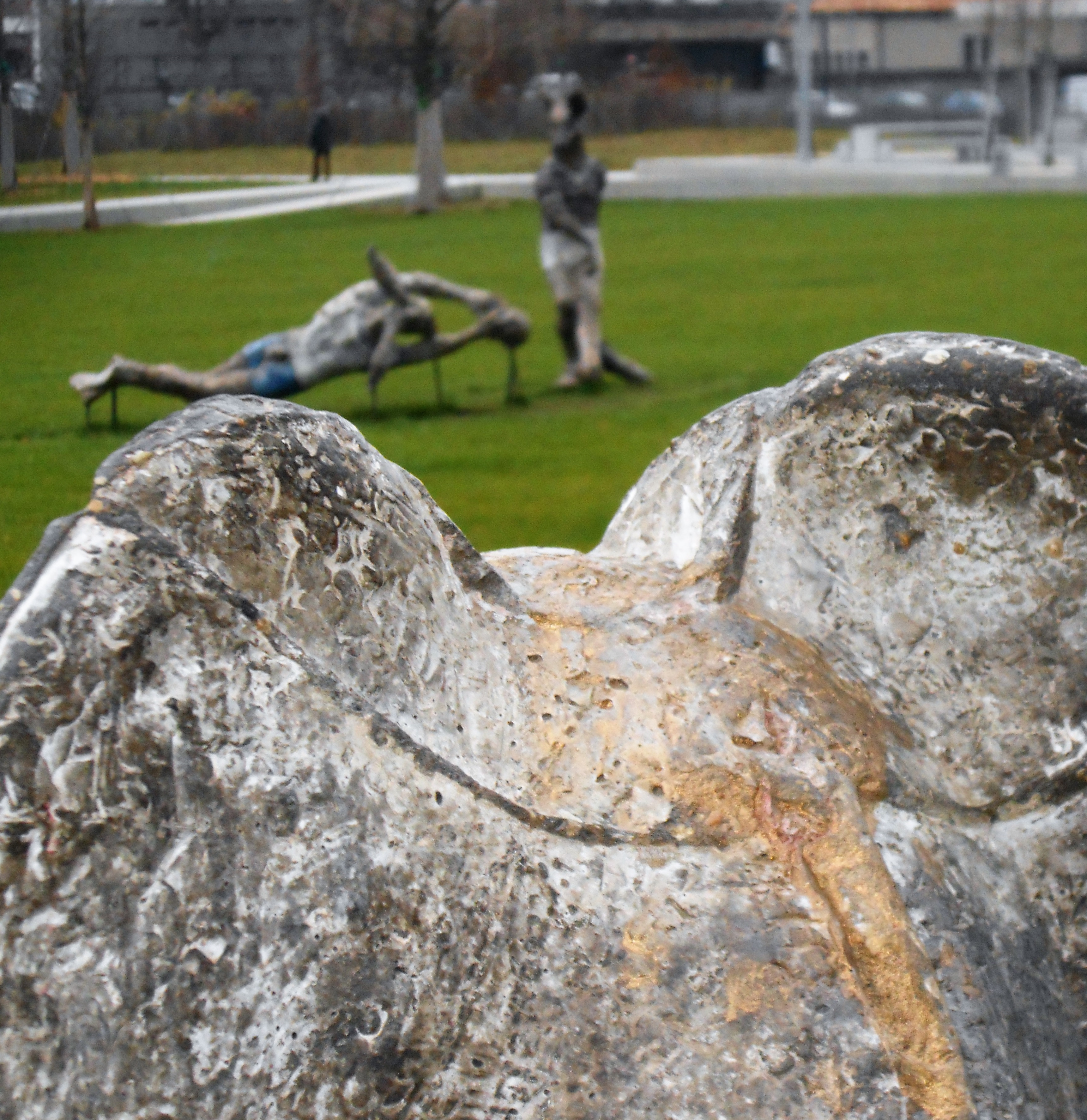
Vue du remplaçant
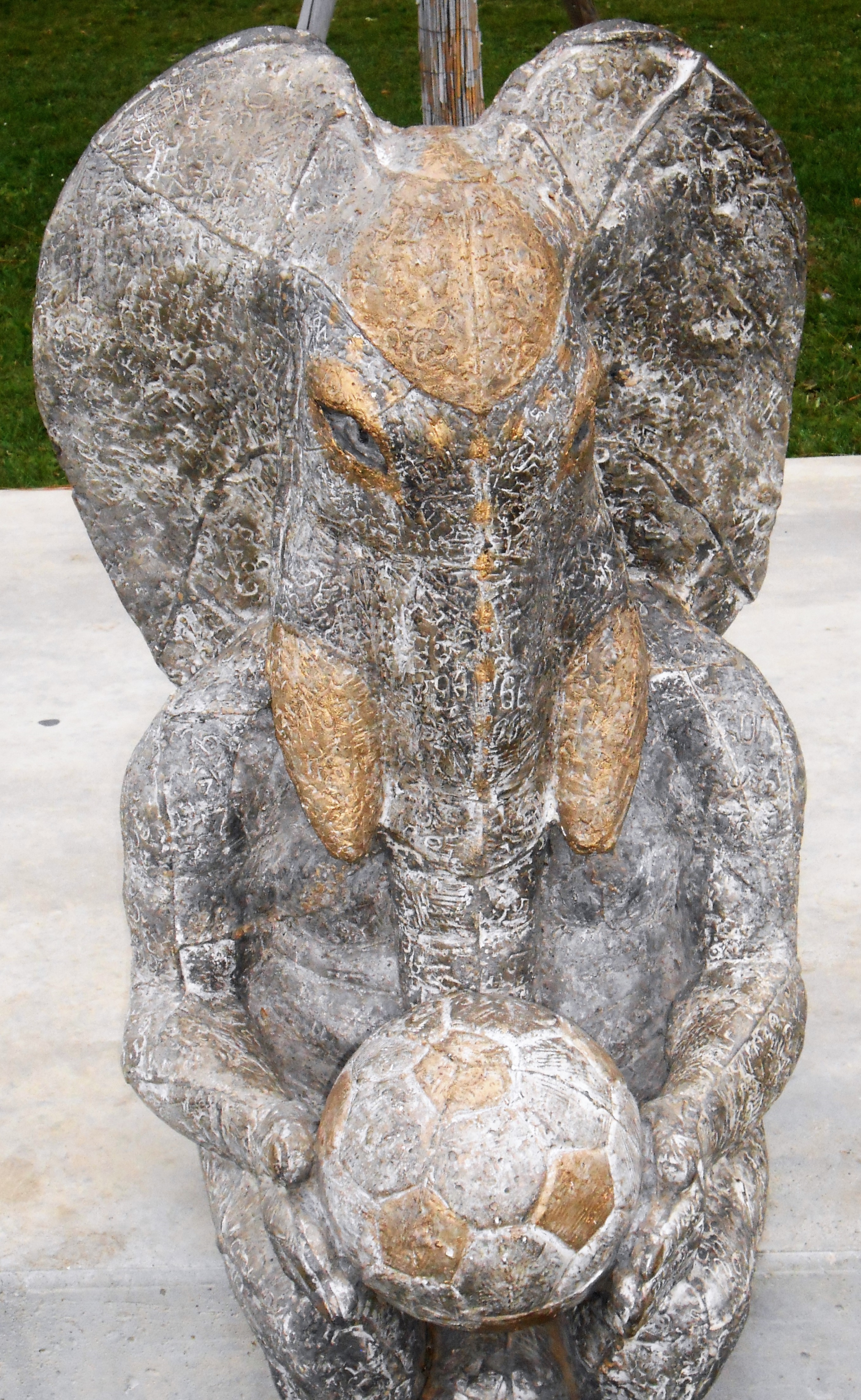
Ganesh, le remplaçant

«Femgrenouille», Parc Stagni, Genève, 2010.
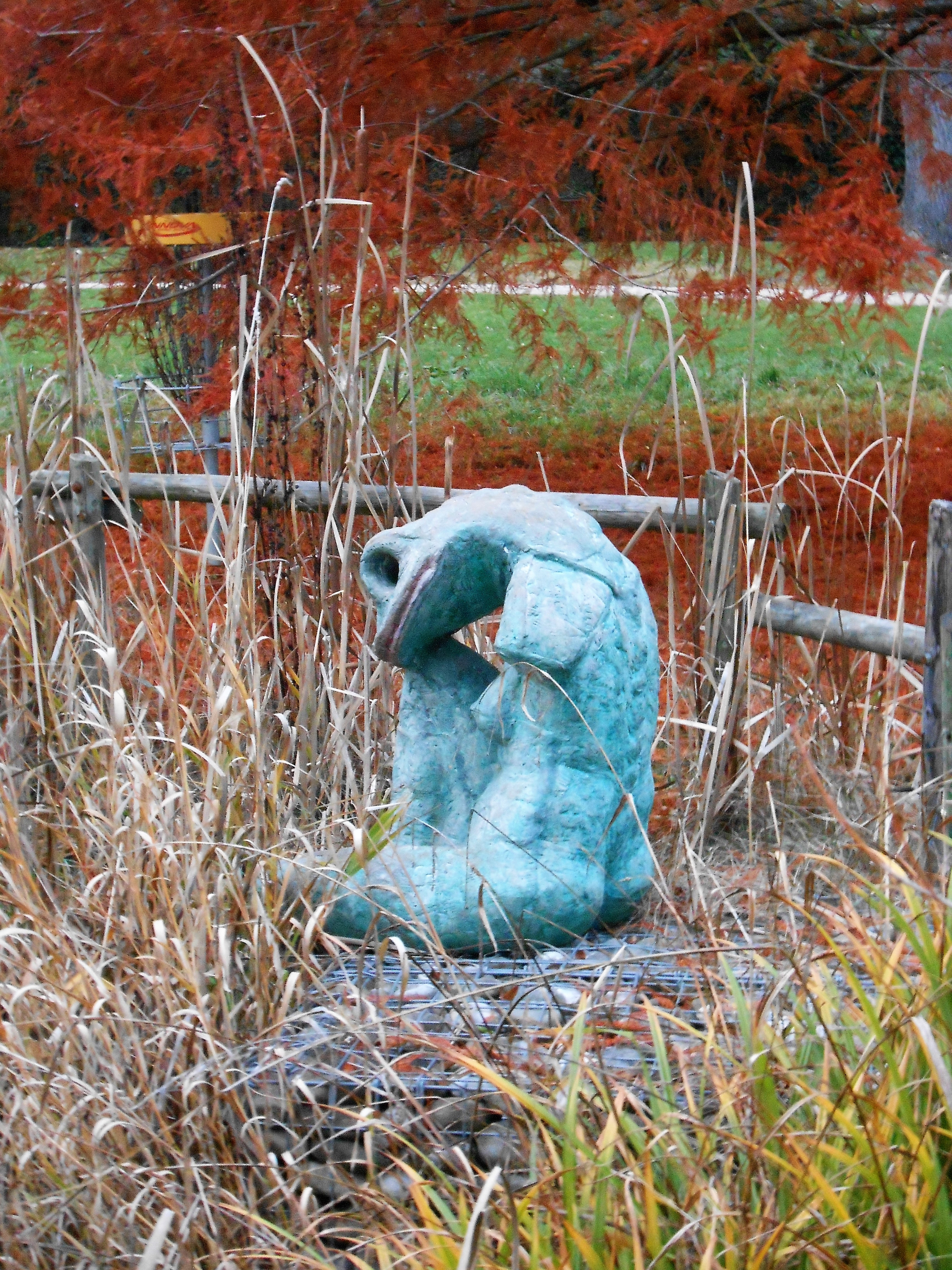
Princesse grenouille
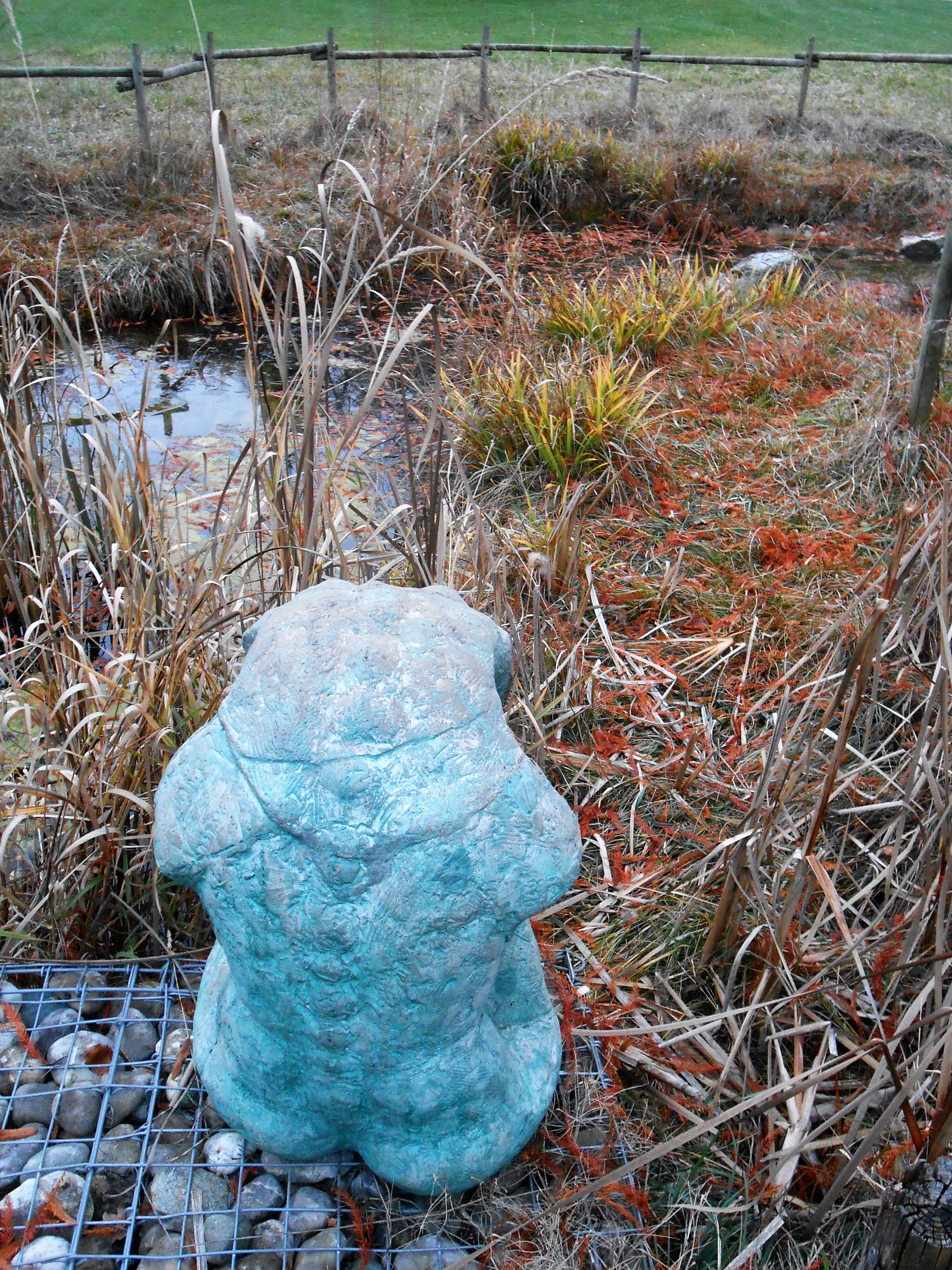
...et son étang

«Le lièvre et la truite», Parc Mirany, Genève, 2006.
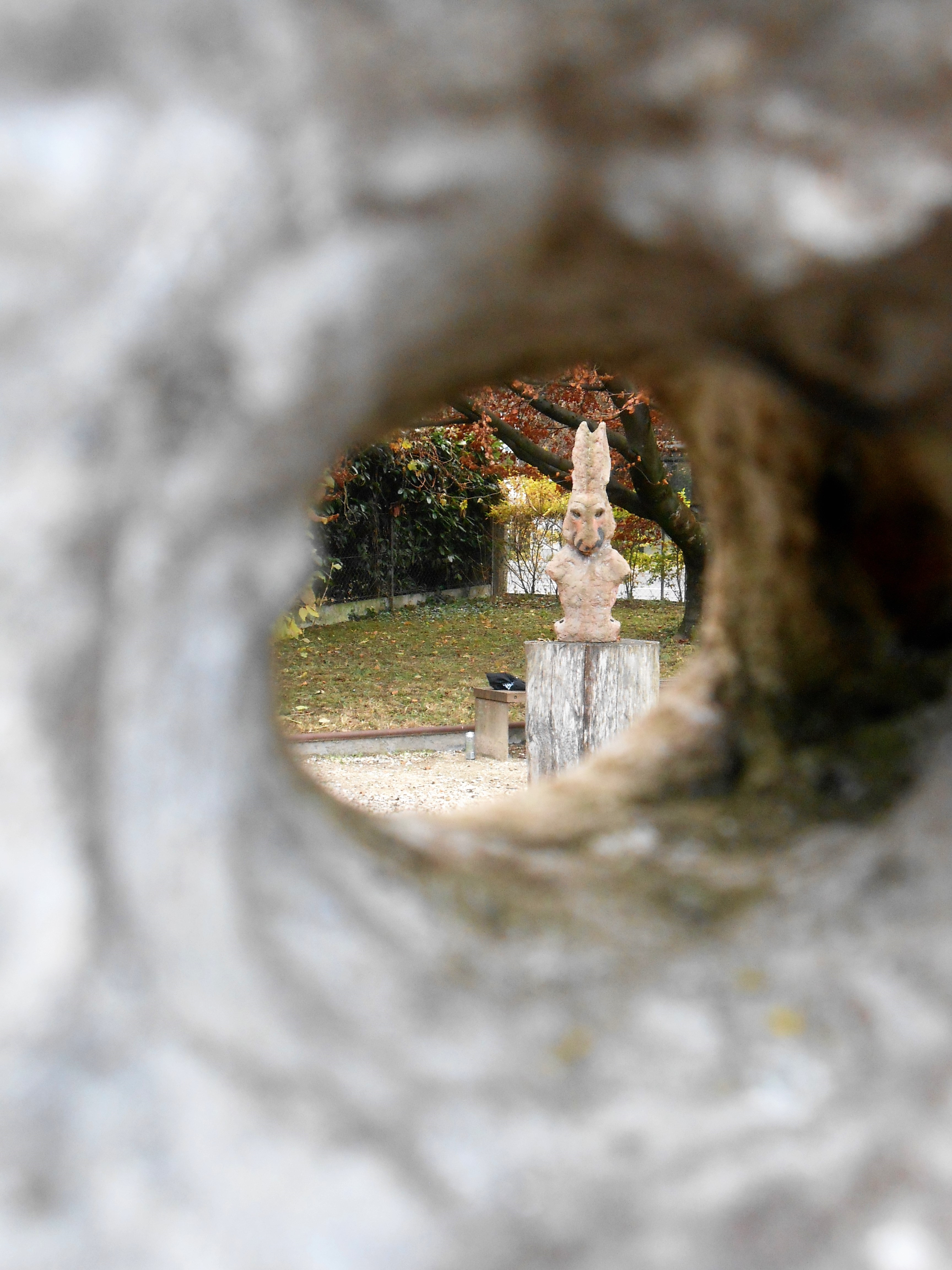
Le lièvre
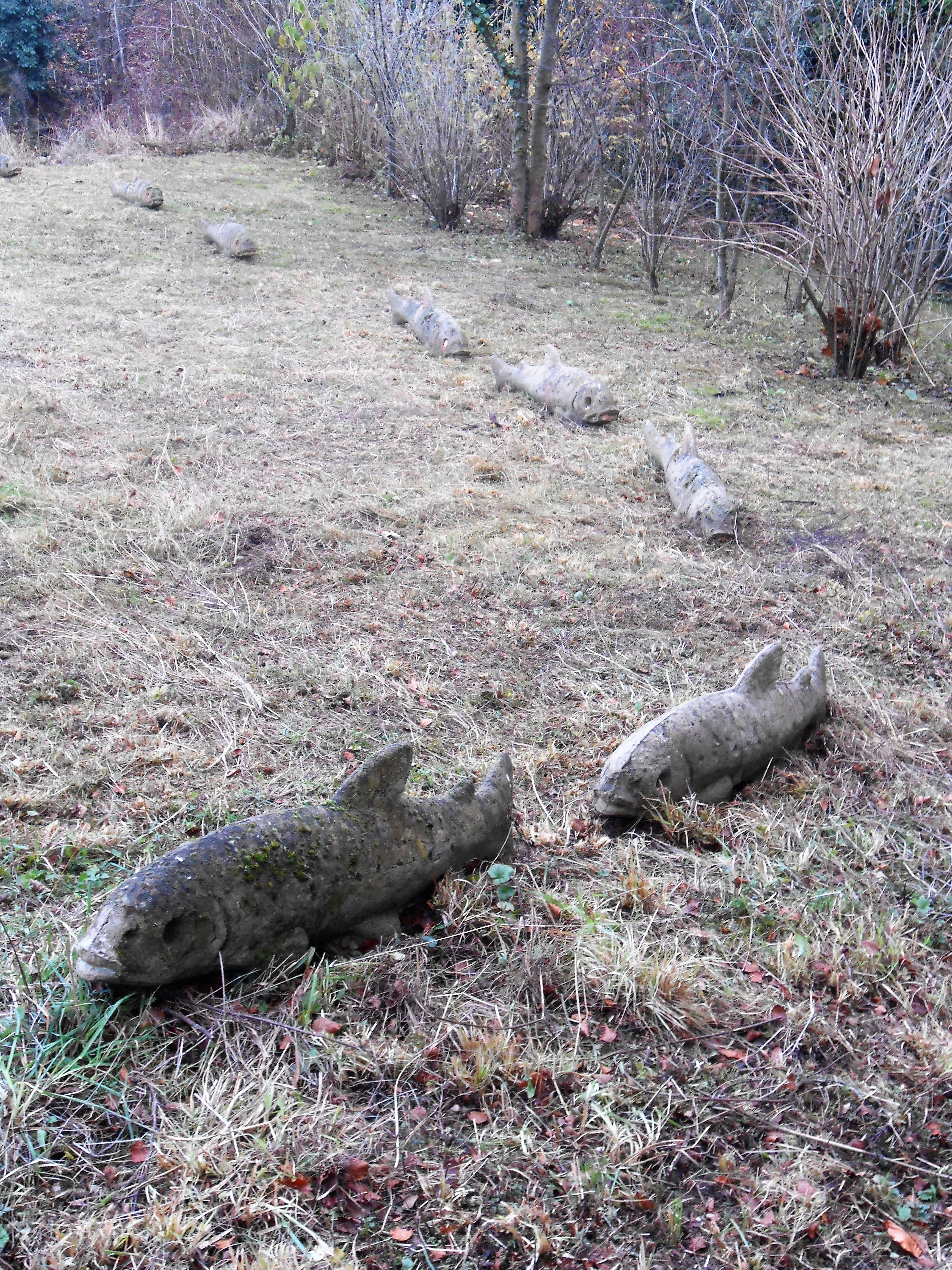
Les poissons
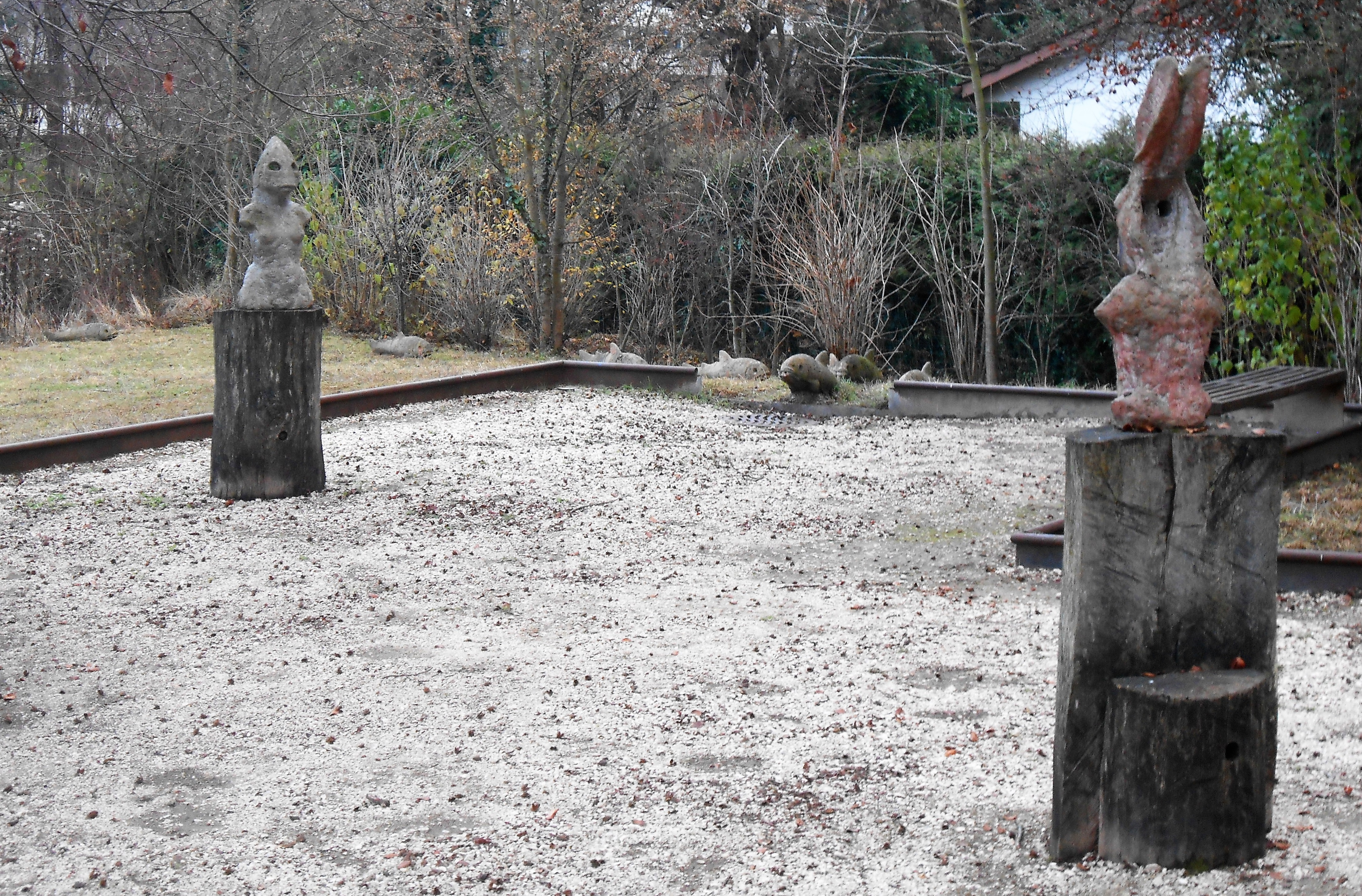
Vue globale
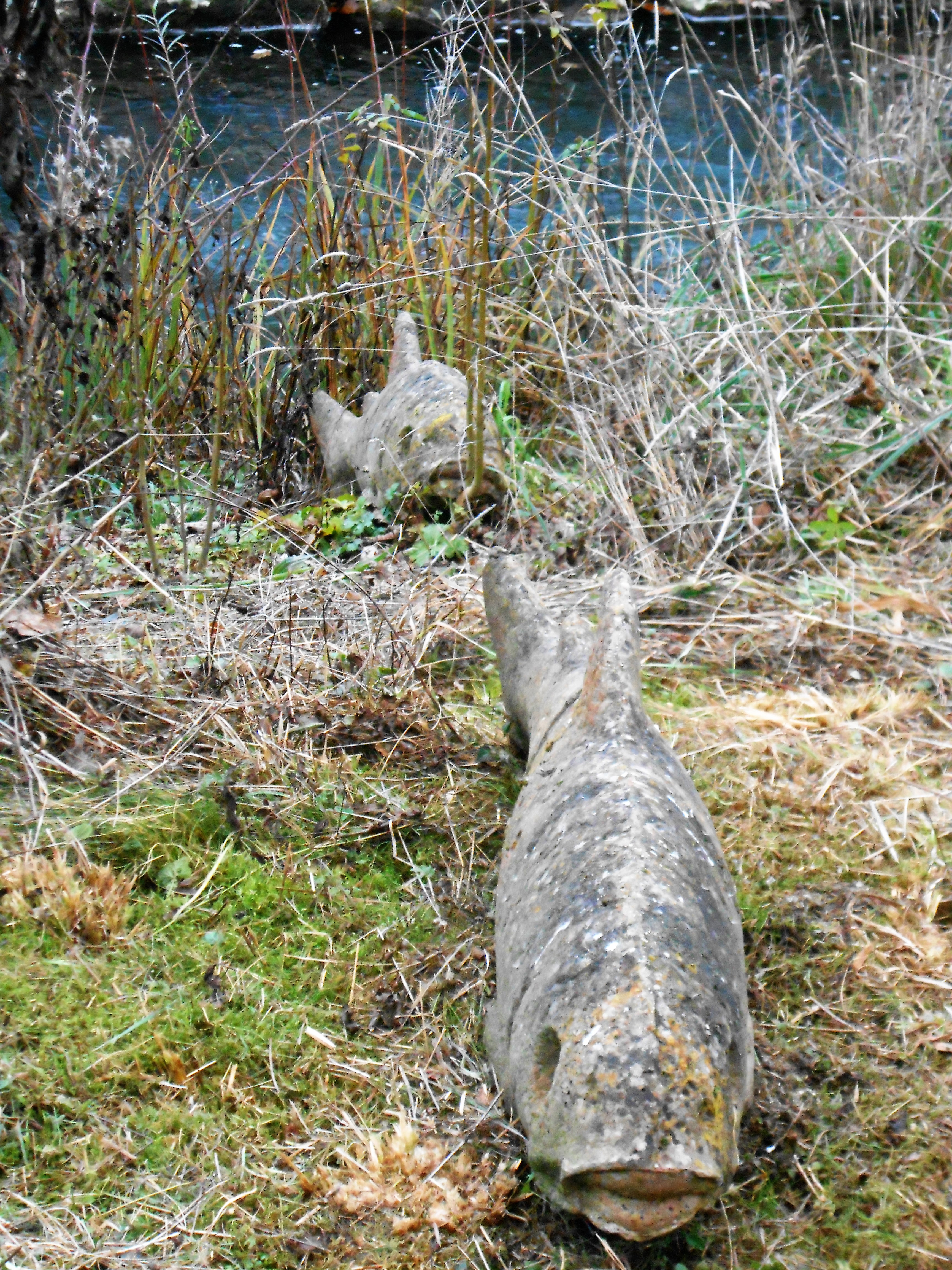
Sortant de l'eau
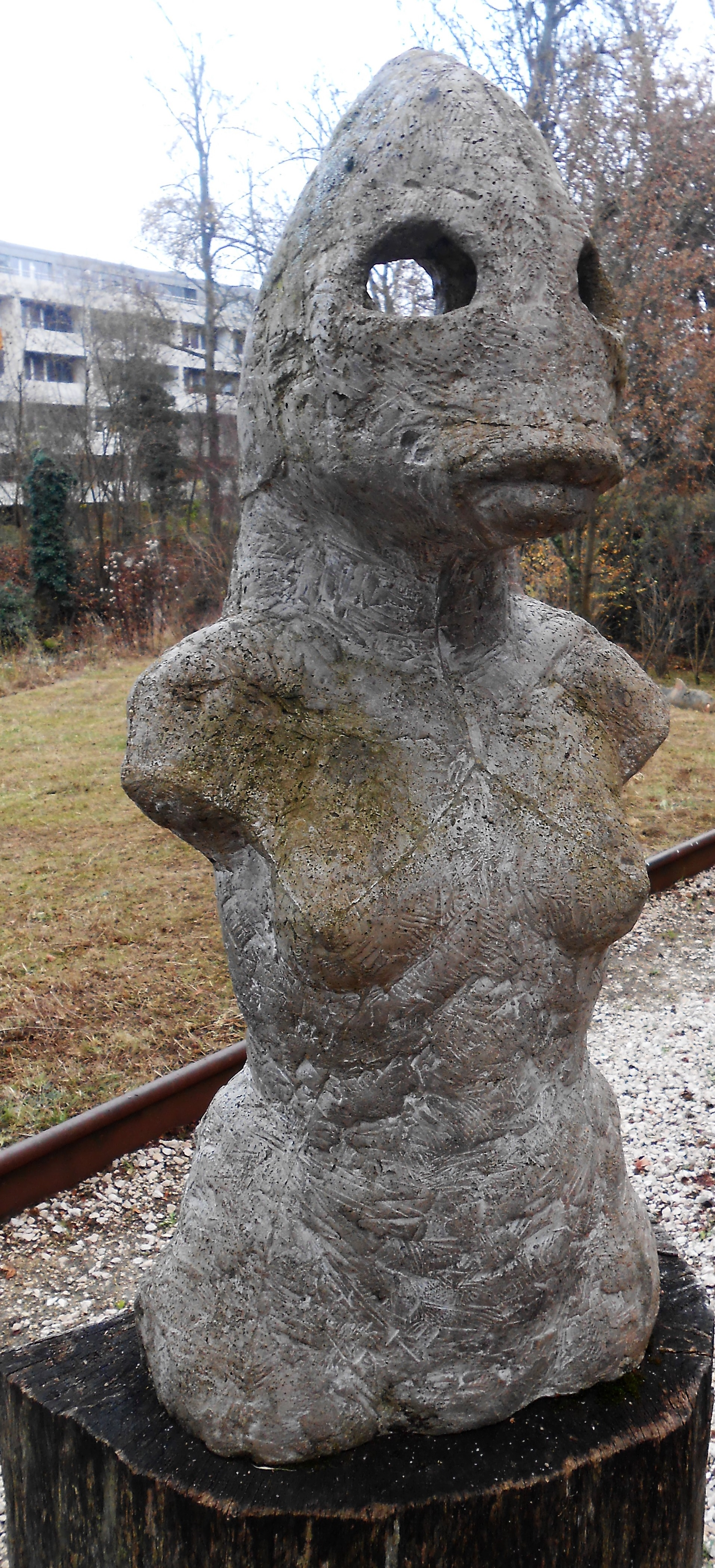
Femme poisson

## Expositions personnelles (sélection)

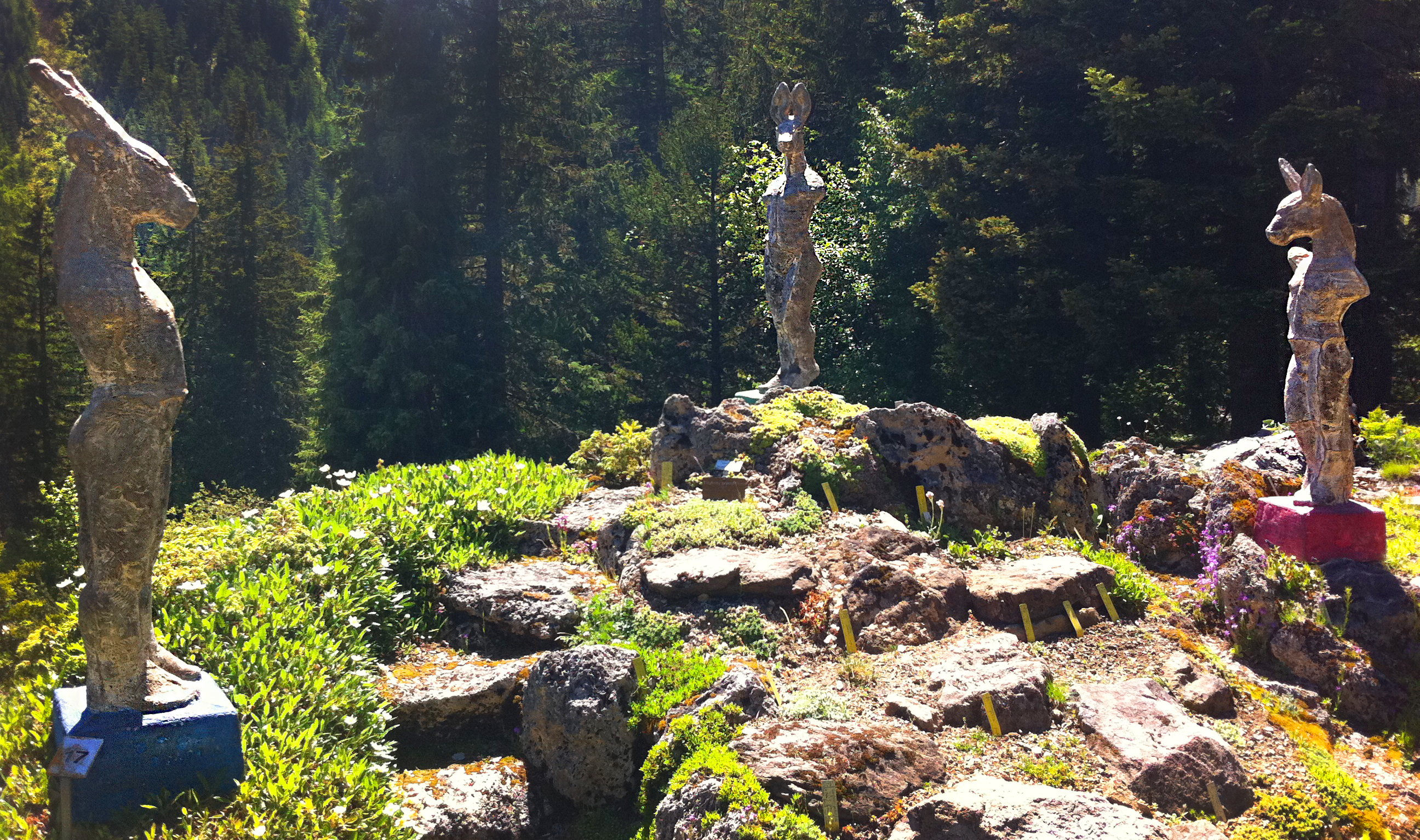
Vue du Jardin botanique alpin Flore-Alpe à Champex-Lac durant l'exposition de Zaric

- 2018 Zaric, Espace Arlaud, Lausanne
- 2017 L'être humain est un animal, Jedlitschka Gallery à Zurich, (16 juin au 9 septembre)[9]
- 2012 De l'atelier au jardin, retour à la rocaille, Jardin botanique alpin Flore-Alpe, Champex-Lac
- 2011 Wish you were here, (avec Peter Leisinger), galerie Rätus Casty, Davos
- 2011 Galerie de l'Univers, Lausanne
- 2010 Transfigurations, (avec François Burland), galerie Links/Dufflon&Racz, Bern
- 2010 Nobody loves me, (avec Peter Leisinger), galerie Rätus Casty, Davos
- 2010 Hall siège UBS, Lausanne
- 2010 La course du lièvre et autres sculptures, Flon square galerie, Lausanne
- 2009 Bestiaire de comédie, comédie de Genève, Genève
- 2009 Bestioles et autres histoires, galerie de la ferme de la chapelle, Genève
- 2008 L’Homme sans tête face au mur des possibles, château de Nyon, Nyon
- 2007 Galerie Marianne Brand, Genève
- 2005 Galerie Plexus, Chexbres
- 2005 Domaine de la Doges, Société d’art public, La Tour de Peilz
- 2004 Galerie Marianne Brand, Genève
- 2002 Maison Visinand, centre culturel Montreux
- 2000 Galerie Filambule/HumuS, Lausanne
- 1999 Galerie Cour St-Pierre, Genève
- 1998 Galerie Brot & Käse, Soral-Genève
- 1996 Galerie Filambule/HumuS, Lausanne

## Expositions collectives (sélection)
- 2017 Triennale de sculpture contemporaine Bex & Arts, Bex
- 2013 Triennale UNIL, Sculptures sur le campus, UNI Lausanne
- 2013 Dix ans de sculptures, Jardin Alpin, Champex-Lac
- 2013 Wunderland, Château de Rue, Fribourg
- 2013 De l'Inachevé, Halles CFF, futur pôle muséal, Lausanne
- 2012 Le rêve et la main, Forum culturel, Meyrin (Genève)
- 2012 Bad Ragartz, Triennale, Bad Ragaz
- 2011 Charly goes art, Zentrum Karl des Grosse, Zürich
- 2011 Aux yeux de tous, sculptures en plein air, Parc Mon-Repos, Lausanne (catalogue)
- 2010 Galerie Xavier Nicolas, Paris
- 2010 Greg Holt Contemporary, Rougemont
- 2009 Animals, Poonberg gallery, Rotterdam
- 2009 L’Ours, musée de Carouge, Genève
- 2009 Bad Ragartz, triennale de sculptures, Bad Ragaz
- 2008 Château lapin au Paleo, Paléo Festival Nyon
- 2008 Sens en tous sens, sentier de sculptures, espace culturel, Assens
- 2008/2005/1999 Triennale de sculpture Bex & Art, (catalogues)
- 2007 Bestial, musée Arlaud, Lausanne
- 2007 Galerie MLWirth, Zürich
- 2006 Galerie Simple, accrochage, Gstaad
- 2006 Extra-muros, espace culturel, Assens
- 2005 Galerie Wandelbar Art International, Gstaad
- 2005 Zeitgenössiche Künstler aus Bex und Umgebung, Stadtgalerie, Tuttlingen DE
- 2004 Vis-à-Vis, musée Arlaud, Lausanne
- 2004 Galerie du château, Avenches
- 2003 Animal, villa Dutoit, Genève
- 2003 Art au fil du Talent, espace culturel, Assens
- 2003 Accrochages, musée des Beaux-Arts, Lausanne
- 2001 Éloge du béton, château de La Sarraz, La Sarraz (catalogue)
- 1996/1994 Biennale de Vernier, Vernier – Genève (catalogue)
- 1995/1992 Sculpteurs de Genève, Triennale de Lancy, Lancy-Genève
- 1995 Espace d’une sculpture, placette des Terreaux, Lausanne
- 1994 Galerie Brot&Käse, Soral-Genève
- 1991 Artistes de l’ESAV, Konschthaus, Luxembourg

## Œuvres dans l'espace public

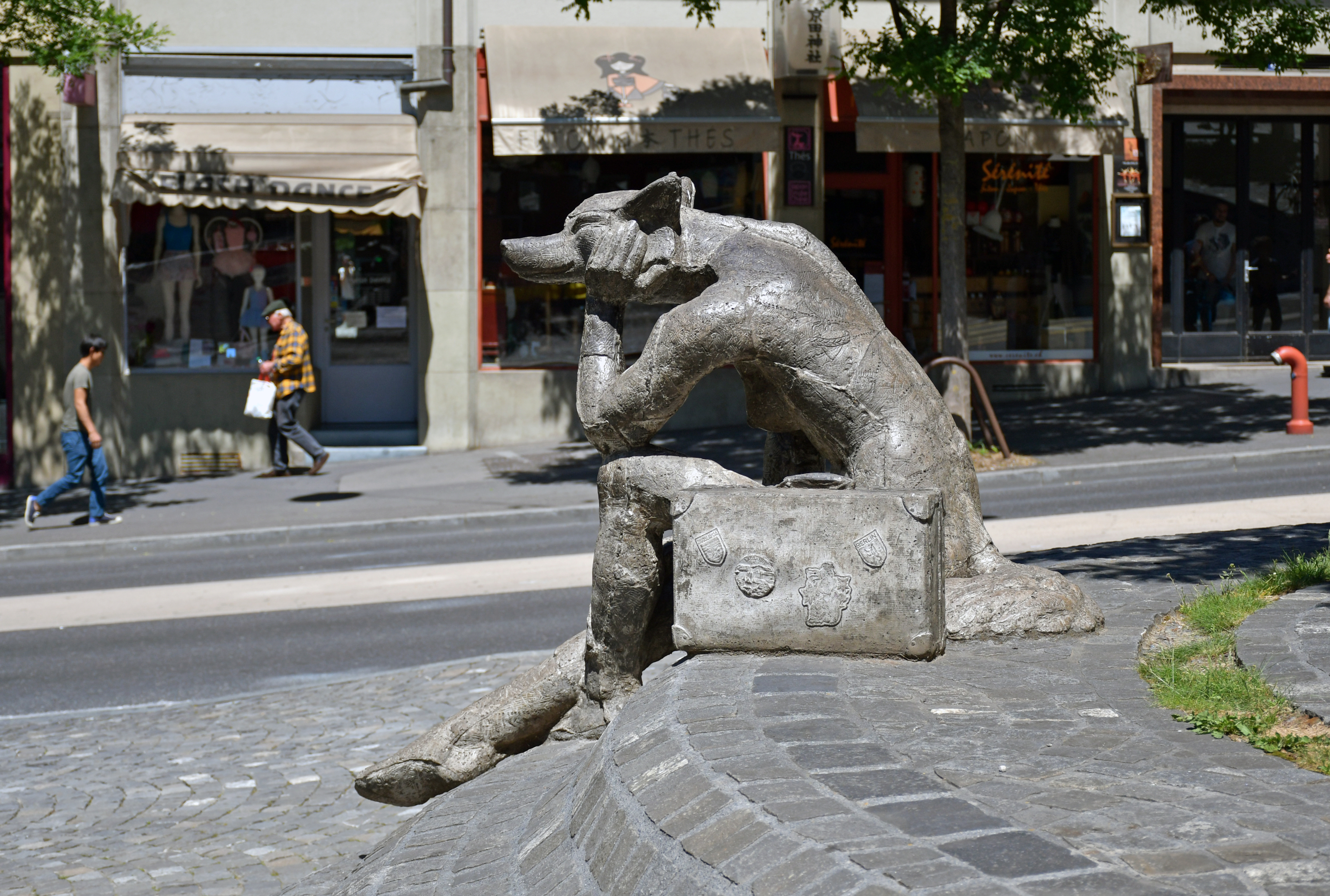
Femrenarde à la valise, à Lausanne.

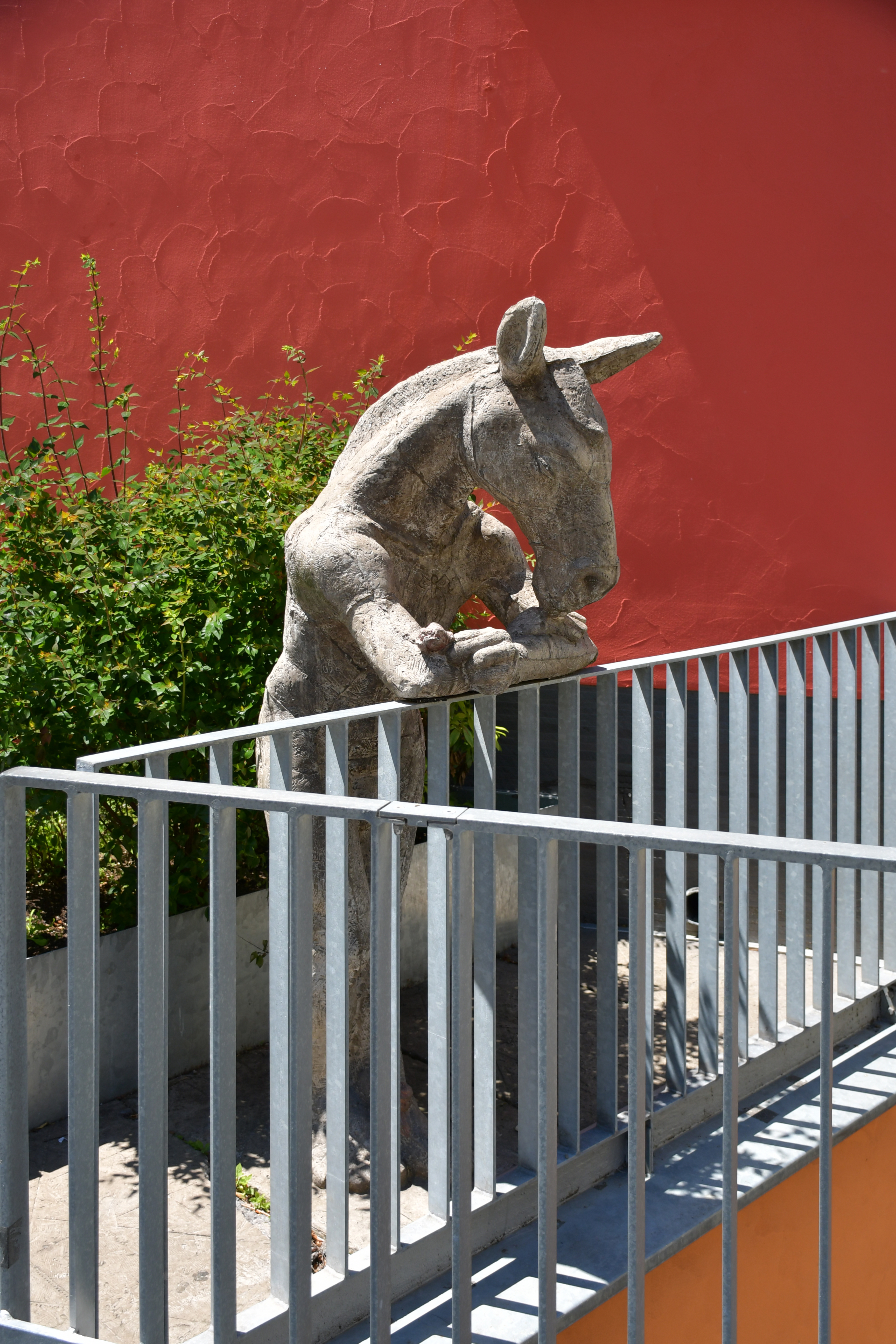
Homcheval, à Lausanne.

- 2014 Femrenarde, Quartier du Rôtillon, Lausanne
- 2013 Homcheval, Quartier du Rôtillon, Galland SA, Lausanne
- 2011 Banc de truites, Gymnase Auguste Piccard, Lausanne
- 2010 Femgrenouille, Parc Stagni, commune de Chêne-Bougeries, Genève
- 2006 Le Lièvre et la truite, Parc Mirany, commune de Chêne-Bougeries, Genève
- 2006 Hommelion, Giratoire route cantonale, Holcim SA, Éclépens
- 2005 Baigneuse à l’ours, domaine de la Doges, société d’art public, La Tour-de-Peilz
- 2003 Bélier, Bibliothèque communale, ville de Nyon
- 1999 Porte regard, La Balade de Séprais, Séprais, Jura

## Œuvres dans les collections publiques
- Collections du Musée du château de Nyon
- Stiftung Schweizerische Triennale der Skulptur in Bad Ragaz und Vaduz
- Fonds d’art plastique, Lausanne
- Hospices cantonales vaudoises, Lausanne
- Fonds cantonal de décoration et d’arts visuels, Genève
- Fonds d’art visuel, Yverdon-les-Bains

## Distinction
- 2012 : Prix culturel vaudois

### Livres d'artistes
- Les cinq siestes du lièvre noir, in «Mode de vie», art&fiction, 2010
- Siestes, in «Annuaire partenariat», art&fiction, 2005
- Bribes de terrain récoltées dans les Grands Bois,  Édition Brèche foliaire, Lausanne, 1995
- Petrefacta, planches gravées, Lausanne et Genève, 1992
- Dictionnaire forestier, recueil de quatre égarements en milieu sylvestre, Genève, 1991

### Catalogues
- Zaric, La course du lièvre et autres sculptures, Niggli Verlag, collection art&fiction, 2008
- Zaric, Abbraccio, art&fiction publications, 2012

### Inserts
- Magali Junet, Nikola Zaric, Lièvre, in «Mécène et collectionneur : la Société vaudoise des beaux-arts», Lausanne, 2012
- Château Lapin, in «Le jeu», éd. visarte.vaud, lausanne, 2007
- Chemin de Croix, in «Syncrétisme», éd. visarte.vaud, lausanne 2004

## Sources

### Presse écrite
- Les créateurs se livrent, par Véronique Ribordy, Le Nouvelliste, 14/12/2012
- Zaric et ses sculptures, par Laurence Chauvy, Le Temps, 18/09/2012
- Champex, l'étrange Olympe de Zaric, par Florence Millioud-Henriques, 24 Heures, 4-5 août 2012
- Zaric, l'homme aux yeux d'animaux, par Florence Millioud-Henriques, 24 Heures, 23/11/2011
- Une sculpture dans son jardin, par Anna Lietti, Le Temps, Samedi Culturel, 12-13 juin 2010
- Zaric, Art magazine No 2, Rotterdam, 2009
- Zaric, l’homme et l’animal, par Valérie Gache, Paris Match, 2009
- Zaric, la tendresse en béton, par Valérie Maire, 24 Heures, 2008
- Zaric entre cour et potager, Françoise Jaunin, 24 week-end [24 Heures], 29/05/2008
- Bestialement vôtre, Françoise Jaunin, 24 heures, 10/10/2007
- Zaric, une connivence poétique avec la matière, par Soares Aymar,  Dimension No 1,  06/2006
- Nikola Zaric, Le jeu, c’est le sel de la vie, par Blaise Kormann, L’Illustré, 25/05/2005
- L'imaginaire est couleur chez S. Mermoud et créatures étranges chez Nikola Zaric, Monique Durussel, La Liberté, 23/6/2004
- Les taillis oubliés de Nikola Zaric, par Philippe Barraud, L'HEBDO No 28, 11/07/1996 Lire

### Radio
- La tête à l’envers, Marlène Métrailler, Espace 2, 15/12/2012
- Champex-Lac mais dans le monde de Zaric, Sonia Zoran, La Première, 13/8/2012
- Zaric, sculpteur d’ici et d’ailleurs, Sonia Zoran, La Première, 14/8/2012
- Rien n’est joué !, Madeleine Caboche avec Nikola Zaric, La Première, 15/12/2009
- Dare-dare, Nicolas Pahlisch, La Première, 16/04/2008